# Arop-Gesellschaft
Die Firma Arop-Gesellschaft war ein deutscher Automobilhersteller, der in Berlin-Charlottenburg ansässig war.
Zwischen 1925 und 1926 baute man unter dem Namen Seidel-Arop einen Wagen mit 1,5-Liter-Motor, den der Konstrukteur Seidel entworfen hatte. Das Fahrzeug besaß keinen Rahmen. Die vier Räder waren einzeln an der Karosserie aufgehängt, die aus einer Stahlblechwanne bestand.
Es kam nie zu einer Serienfertigung.

## Quelle
- Werner Oswald: Deutsche Autos 1920–1945, 10. Auflage, Motorbuch Verlag Stuttgart (1996), ISBN 3-87943-519-7, Seite 456